# Peruzinska vojna
Peruzinska vojna (tudi Peruzijska ali Peruzinijska vojna ali vojna v Peruziji) je bila državljanska vojna Rimske republike, ki je trajala od 41 do 40 pr. n. št. Borila sta se Lucij Antonij (mlajši brat Marka Antonija) in Umbri iz Peruzije, da bi podprla Marka Antonija proti njegovemu političnemu sovražniku Oktavijanu (prihodnjemu cesarju Avgustu).
Fulvija (žena od Marka Antonija) je močno čutila, da bi moral biti njen mož edini vladar Rima, namesto da bi si delil oblast z drugim triumviratom, še posebej z Oktavijanom. Njena pomembnost v nastalem konfliktu je bila nenavadna za rimsko družbo, kjer so bile ženske izključene iz oblasti in so bili njihovi politični prispevki redko dokumentirani.
Fulvijin svak, Lucij Antonij, je v Italiji zbral osem legij. Vojska je za kratek čas zasedla Rim, nato pa se je bila prisiljena umakniti v mesto Peruzija (današnja Perugia, Italija). Umbri so bili sočutni, saj je Oktavijan po porazu Bruta in Kasija pri Filipih leta 42 pr. n. št. zaplenil nekatera njihova mesta in okoliško zemljo za kolonizacijo s strani svojih veteranov.
Pozimi 41–40 pr. n. št. je Oktavijanova vojska oblegala mesto, kar je končno povzročilo njegovo predajo zaradi lakote, ko so oblegani spoznali, da okrepitve iz Italije ali Vzhoda ne prihajajo. Življenji Fulvije in Lucija Antonija sta bili prihranjeni, Antonij pa je bil poslan, da vlada hispanski provinci kot gesta njegovemu bratu. Antonij je Fulvijo izgnal v Sikion, kjer je leta 40 pr. n. št. umrla zaradi neznane bolezni. Posmrtno je bila razglašena za edini vzrok spora med Antonijem in Oktavijanom, čigar popravljeno zavezništvo je simbolizirala Antonijeva nova poroka z Oktavijanovo sestro Oktavijo. Ta ureditev se je zrušila osem let pozneje, Antonij in Oktavijan pa sta nadaljevala svojo državljansko vojno.